# Pozzo Roma

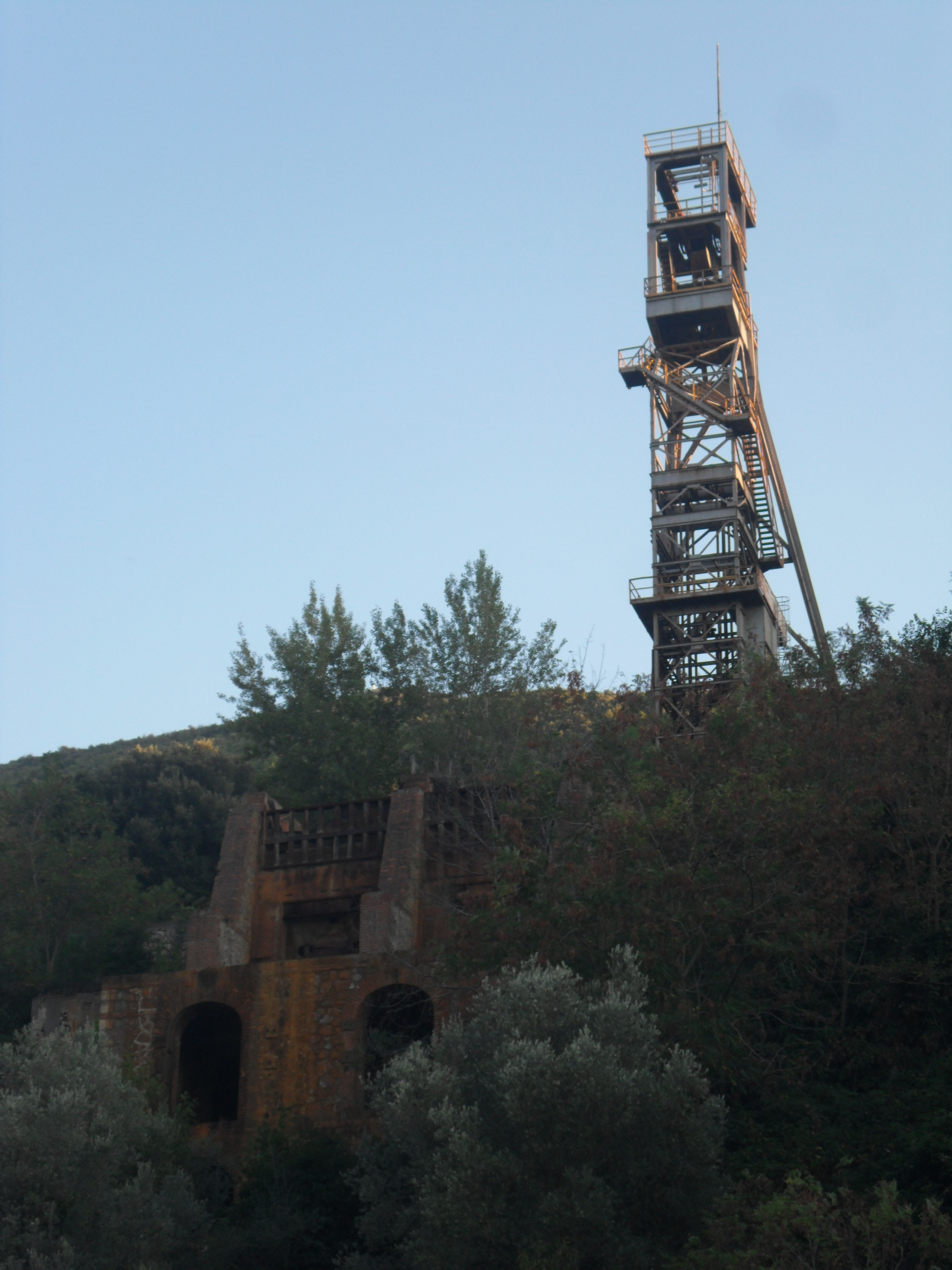
Pozzo Roma

Il Pozzo Roma (situato a quota +200 m slm)  è il simbolo della Miniera di Gavorrano (GR).
Il "castello" di estrazione del pozzo è attualmente costituito da una torre verticale a traliccio in ferro (altezza 40 metri) che sostiene le guide e porta in alto le molette (funi) e da una coppia di puntoni obliqui leggermente divaricati verso il basso, che hanno il compito di resistere alla risultante del tiro delle funi.
Gli edifici circostanti ospitano gli ambienti di servizio del pozzo (sala argano, cabine elettriche) e gli impianti della laveria per il trattamento del minerale.

## Storia
Il suo scavo fu iniziato nel 1914, vicino al vecchio pozzo in legno realizzato dalla Unione Piriti nel 1909. Alla fine del 1914 lo scavo raggiunse il livello +150 m s.l.m. 
Per renderlo subito efficiente venne rivestito in parte in legname ed in parte in muratura e venne dotato di un castelletto in ferro e di un argano di estrazione, successivamente (dopo la seconda guerra mondiale) sostituito con quello che è visibile adesso. Attraverso questo pozzo si effettuava l'estrazione del minerale dai cantieri sotterranei che erano collegati attraverso una serie di gallerie di carreggio, poste a diversi livelli e alcune lunghe decine di chilometri. Per questo motivo è situato nei pressi dell'impianto di frantumazione e di arricchimento della pirite (l'impianto delle Laverie). Da questo momento in poi, quindi, diviene il fulcro della Miniera di Gavorrano, dato che gran parte del minerale estratto usciva da questa struttura.
Nel 1915 raggiunse la profondità di +90 m s.l.m.
Nel 1922 venne ampliata la cabina dell'argano.
Nel 1954 fu installato un nuovo argano a tamburi cilindrici dalla potenza di 50 HP e l'anno successivo venne modificata l'apparecchiatura per il carico e dosaggio automatico in maniera da garantire una portata di circa 120 tonnellate orarie.
Nell'anno 1963 venne sostituito il vecchio impianto di estrazione con un nuovo argano a puleggia d'aderenza detto Sistema Koepe dotato di apparecchiature elettromeccaniche di comando e controllo e messo in funzione un motore della potenza di 750 HP.
(La puleggia d'aderenza Koepe è un particolare organo per il sistema di avvolgimento della fune che permette un perfetto equilibramento automatico).
Con questo sistema le operazioni di carico e scarico divennero più rapide (la durata era di circa 1 minuto). L'impianto di estrazione era costituito da skip della portata di 4,223 vagoni da 400 litri ciascuno. Ogni skip veniva riempito automaticamente e ripartiva alla velocità di 9 m/s.
Nel 1970 il Pozzo Roma fu approfondito fino al livello –140 m slm che ne è tuttora la base.
Fino alla metà degli anni ‘ 70 le operazioni di carico e scarico veniva eseguita in 2 turni di lavoro, e successivamente fu organizzata in un solo turno durante il quale gli skip compievano circa 300 corse estraendo circa 500 m³ di minerale (circa 2.500 tonnellate).

## Impianto delle Laverie
L'impianto di arricchimento del minerale ha subito nel corso degli anni notevoli cambiamenti in relazione allo sviluppo tecnologico.
In generale l'impianto di trattamento del minerale era costituito da un impianto di frantumazione (frantoi) e un sistema di separazione della pirite dallo sterile (vagli e crivelli) conosciuto come laveria. Le torbide della frantumazione e laveria erano ulteriormente lavorate nell'impianto di flottazione chimica in località San Giovanni di Filare, costituito da un sistema di macinazione (mulini), celle di flottazione collegate in serie e un "dorr" (grande vasca circolare con funzione di addensatore). Gli scarti venivano depositati nei "bacini". Negli ultimi anni di attività nei 2 turni di lavoro si producevano circa 50 tonnellate di pirite con un tenore del 48%.
Dopo la chiusura della miniera, il sito di Pozzo Roma è divenuto parte della rete museale del Parco minerario naturalistico di Gavorrano all'interno del più ampio Parco tecnologico archeologico delle colline metallifere grossetane.

## Galleria d'immagini
|  |  |
|  |  |